# Rüde
Rüde (in danese Ryde) è una frazione del comune tedesco di Mittelangeln.

## Storia
Il 1º marzo 2013 il comune di Rüde venne fuso con i comuni di Havetoftloit e di Satrup, formando il nuovo comune di Mittelangeln.